# No Holds Barred (WWF)
No Holds Barred è stato un evento in pay-per-view prodotto dalla World Wrestling Federation. L'evento ebbe luogo il 12 dicembre 1989 al Nashville Municipal Auditorium di Nashville, Tennessee. Il main event fu inserito nel film Senza esclusione di colpi (1989), con protagonista lo stesso Hulk Hogan.

## Risultati
| #    | Match | Stipulazioni                                          | Durata |
| ---- | --- | ----------------------------------------------------- | ------ |
| Dark | Dusty Rhodes ha sconfitto Big Boss Man                                                                       | Single match                                          | -      |
| Dark | The Ultimate Warrior (c) ha sconfitto Dino Bravo                                                             | Single match per il WWF Intercontinental Championship | -      |
| Dark | The Colossal Connection (André the Giant e Haku) hanno sconfitto i Demolition (Ax e Smash) (c) per count out | Tag team match per il WWF Tag Team Championship       | -      |
| Dark | Mr. Perfect ha sconfitto Ronnie Garvin                                                                       | Single match                                          | -      |
| 1    | Hulk Hogan e Brutus Beefcake hanno battuto Randy Savage e Zeus (con Queen Sherri)                            | Steele cage match                                     | 10:27  |